# Raubzüge der Wikinger in das Rheinland
Die Raubzüge der Wikinger in das Rheinland waren ein Teil der Einfälle der Wikinger in das Frankenreich und fanden in den letzten Jahrzehnten des 9. Jahrhunderts statt. Vom Rheinland aus, das als die Keimzelle der fränkischen Kultur angesehen werden kann, hatten die Franken zuvor fast das ganze Zentraleuropa erobert und ein Großreich errichtet.
Die Wikinger plünderten bei diesen Raubzügen unter anderem die alten Römerstädte Köln, Bonn, Xanten, Trier und auch die Kaiserstadt Aachen, in der Karl der Große begraben worden ist und auf dessen Thron im Aachener Dom die fränkischen Könige gekrönt worden sind. Neben diesen Städten wurden auch zahlreiche Klöster zerstört, der Verlust ganzer Bibliotheken war zu beklagen, in denen Schriftsammlungen aus mehreren Jahrhunderten aufbewahrt worden waren. Dadurch wurde die fränkische Kultur in ihrer Substanz erschüttert.
Betroffen von ähnlich gelagerten Raubüberfällen waren auch die skandinavischen Regionen, in denen die Wikinger ursprünglich siedelten, die Britischen Inseln, das Baltikum, Russland und der Mittelmeerraum. Zahlreiche Einwohner der betroffenen Regionen wurden in die Sklaverei verschleppt.

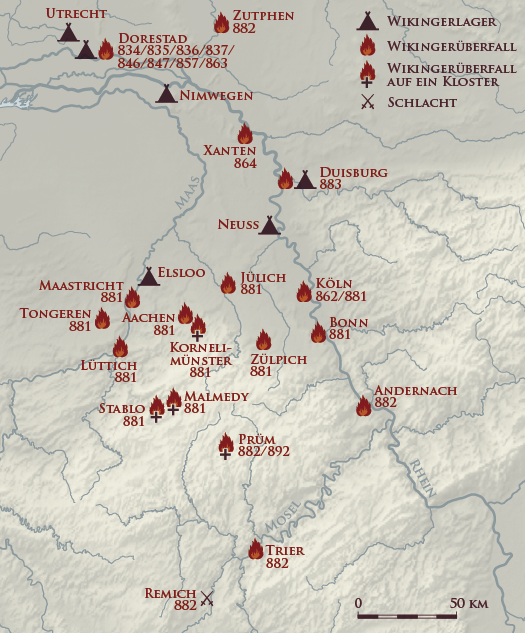
Übersichtskarte der Wikingerraubzüge in den Rheinlanden

## Das Rheinland

Die fränkischen Reiche nach dem Vertrag von Meersen 870 – das Rheinland lag in Lotharingien (gelb umrandet)

Mit Rheinland bezeichnet man nicht genauer definierte Gebiete am Mittel- und Niederrhein. Es wird erst ab 1798 als solches bezeichnet, als französische Revolutionstruppen dieses Gebiet besetzten. Zuvor war diese Region zumeist Städten oder Grafschaften namentlich zugeordnet worden (Beispiel Gelderland, Klever Land).

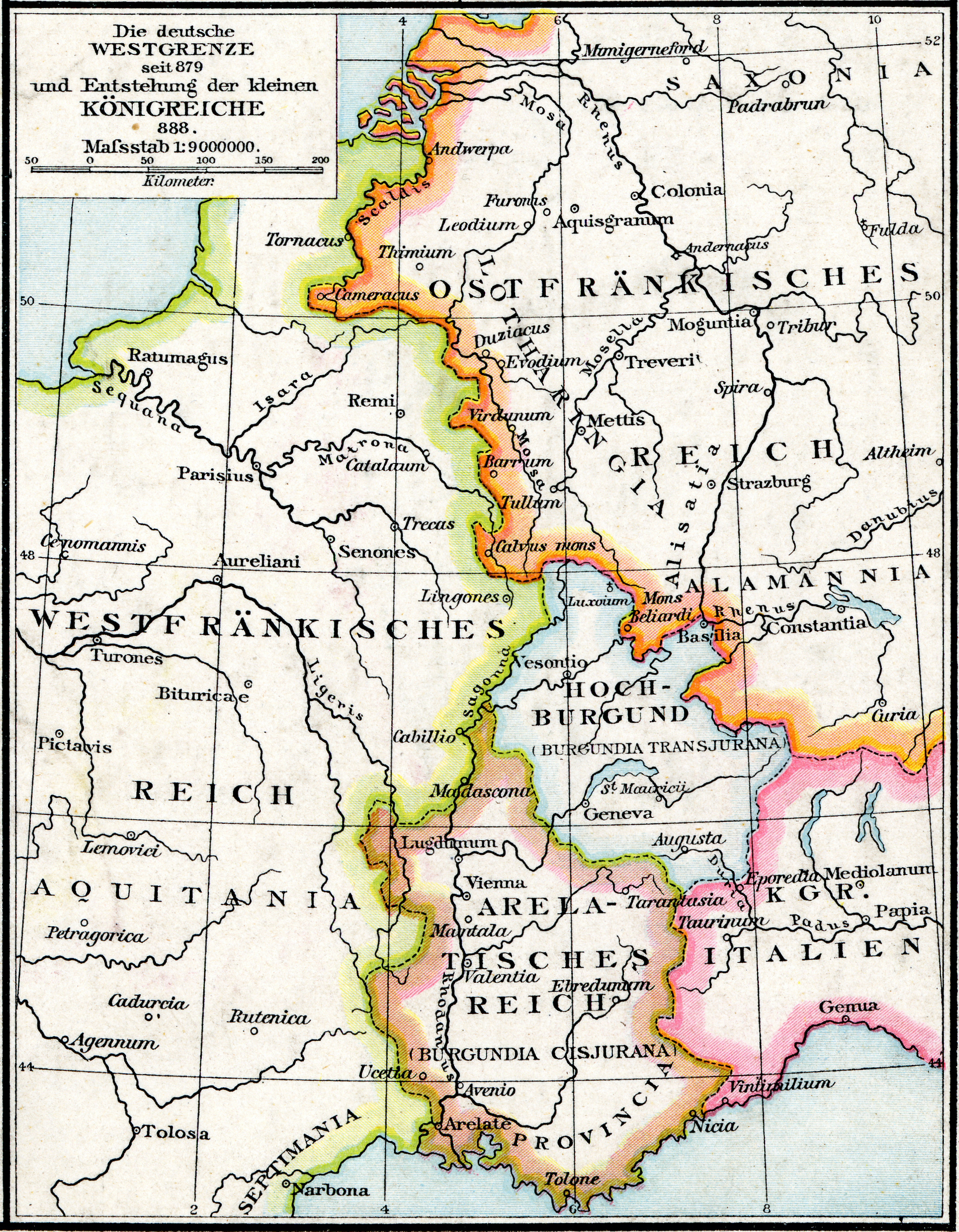
Die fränkischen Königreiche um 880, das Rheinland liegt im westlichen Teil des Ostfrankenreiches

Das heute als Rheinland bezeichnete Gebiet beginnt etwa beim Moseleinfluss in den Rhein und endet bei Emmerich, wo sich der Rhein in den Lek und die Waal zu einem Delta aufspaltet. Im Osten endet das Rheinland unmittelbar in Rheinnähe, es wird begrenzt durch Mittelgebirge wie das Siebengebirge oder das Bergische Land. Nach Westen verläuft die Grenze ungeklärt, im allgemeinen Sprachgebrauch hat sich die heutige Grenzlinie zu den Niederlanden eingebürgert, also östlich der Maas. Im heutigen Bundesland Rheinland-Pfalz verläuft die Grenze des Rheinlandes entlang der Grenze der ehemaligen preußischen Rheinprovinz (ehemalige Regierungsbezirke Trier und Koblenz) und umfasst das nördlich an die Mosel angrenzende Mittelgebirge Eifel, sowie das südlich der Mosel gelegene Mittelgebirge Hunsrück und das östlich gelegene Mittelgebirge Westerwald.

## Das Rheinland in der Karolingerzeit
Das Kernland der Karolinger lag zum größten Teil in Gebieten, die zum Rheinland gehören. Daraus resultiert, dass wichtige Orte der karolingischen Kultur im Rheinland liegen. Zu nennen sind vor allem die Stadt Aachen, in der Karl der Große seine Kaiserpfalz errichten ließ, aber auch die Benediktiner-Abtei in Prüm. Letztere vor allem wegen ihres Scriptoriums mit angeschlossener Bibliothek. Auch die alten Römerstädte Trier, Köln, Xanten und Bonn lagen im Rheinland und wurden von den Franken als Handelszentren und Bischofssitze genutzt. Das fränkische Reich teilte sich 843 in drei Königreiche auf. Die meisten Gebiete des Rheinlandes fielen in das Herrschaftsgebiet Lothars I., das Lothringen genannt worden ist. Es handelte sich hierbei um ein Mittelreich, das von der Nordsee bis zum Mittelmeer verlief, Ost- und Westfranken hatten keine Grenzberührung. Nach dieser Reichsteilung kam es in fast allen Gebieten des ehemaligen Großreiches zu Machtkämpfen mit bürgerkriegsähnlicher Struktur, betroffen war auch das Rheinland. Als Lothar I. 855 ohne Thronerben verstarb, intensivierten sich die Machtkämpfe. Im Vertrag von Meersen wurde das Rheinland 870 dem Ostfrankenreich zugewiesen. Zehn Jahre später wurden beim Vertrag von Ribemont die Grenzverläufe noch einmal präziser festgelegt. Nebenstehende Karte zeigt das Ergebnis.

## Wikinger und Franken
Nach der Niederwerfung der Sachsen (772–804) dehnte sich das Reich Karls des Großen bis zur Elbmündung und darüber hinausgehend aus. Spätestens zu diesem Zeitpunkt werden die ersten Kontakte zu den Wikingern, die wie die Sachsen ein Götterpantheon anbeteten, stattgefunden haben.

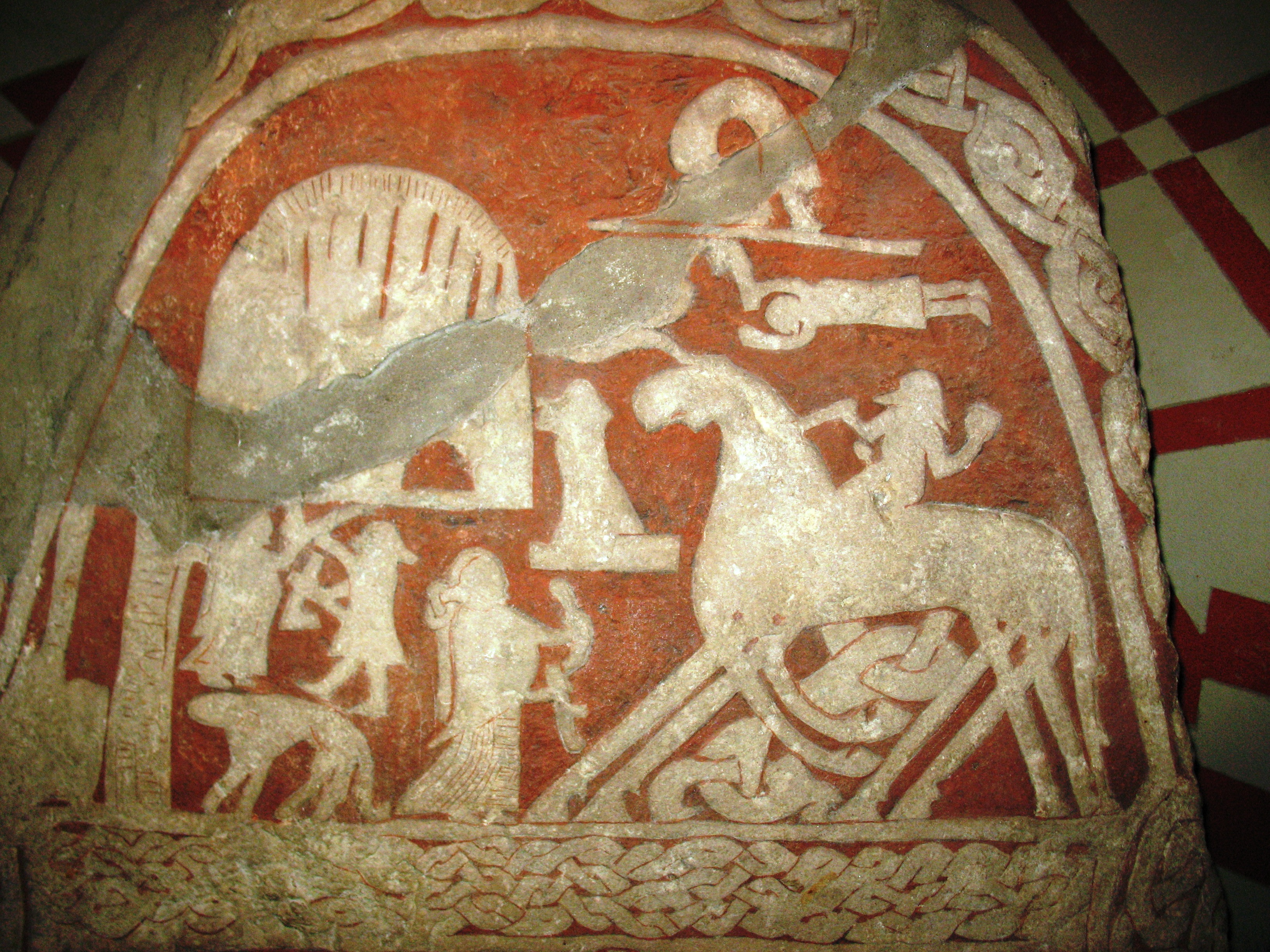
Einzug in Walhall, Relief aus Gotland

Die Kontakte waren oft kriegerischer Natur, betroffen waren die friesischen Inseln, aber auch das friesische Festland. Zur Abwehr der Angriffe richtete Karl der Große an der Nordgrenze seines Reiches eine Mark ein, der Name des heutigen Staates Dänemark leitet sich davon ab. Trotz der kriegsähnlichen Zustände an der Nordgrenze verdingten sich manche Wikinger bei fränkischen Feldzügen als Söldner. Taufen ließen sich nur sehr wenige, denn die Religion der Wikinger enthielt, anders als das Christentum, einen Ehrenkodex für Krieger:
Der Sage zufolge bereitete sich der Kriegsgott Odin aus dem Göttergeschlecht der Asen auf den Kampf um die Welt und deren Fortbestehen vor. Er entsandte seine Botinnen, die Walküren, um nur die tapfersten, in einer Schlacht gefallenen Krieger nach Walhall zu geleiten. Die dort versammelten Krieger, Einherjer genannt, übten sich tagsüber in der Kriegskunst. Abends, nachdem ihre Wunden geheilt waren, zog das Totenheer zusammen in Odins Halle ein, wo sie stets ein gefülltes Trinkhorn und eine gute Mahlzeit erwartete. Aus diesem Grund kämpften Wikinger bisweilen sehr todesmutig.
Einer der ersten Wikingerkönige, der sich taufen ließ, war Harald Klak, der 826 n. Chr. in Ingelheim am Rhein ein Vasall König Ludwigs wurde und sich mit seiner Frau und seinem Sohn in Mainz taufen ließ.
In dieser Zeit drangen kriegerische Wikinger mit ihren Schiffen über Flusssysteme, die in die Nordsee und den Atlantik mündeten, in das Frankenreich vor. Betroffen von solchen Beutezügen waren vor allem Gebiete an der Seine, die Niederlande und Belgien. Zuvor gingen die Wikinger in England (Lindisfarne, 793) und in Irland (Dublin, 795) auf Raubfahrt. 820 wird der erste Großangriff von Wikingern im Frankenreich verzeichnet, betroffen war die Region der Seinemündung, zeitgleich fielen vermutlich andere Wikinger in Flandern ein. 845 wurde Paris zum ersten Mal mit ungefähr 700 Langschiffen über die Seine angegriffen. Die Pariser erkauften sich mit 7000 Pfund Silber den Abzug der Belagerer. Bis zum Jahr 926 sind dreizehn solcher Zahlungen im Frankenreich belegt. Auch der Elbmündungsraum und das damals schon befestigte Hamburg wurde 845 von dänischen Kriegern heimgesucht.
Anfangs erfolgten die Angriffe überfallartig, und die Wikinger zogen sich nach erfolgreichen Raubzügen in ihre Heimat zurück. In den 860er-Jahren wechselten sie ihre Vorgehensweise und gründeten feste Standorte im Frankenreich, von wo aus sie ihre Raubzüge koordinierten, und überwinterten bisweilen auch in ihren befestigten Heerlagern. Die Rheinlande und somit das Kernland des Frankenreiches waren zu der Zeit davon nur selten betroffen.
Die Wikinger bildeten keine geschlossene Einheit, sie waren ein kriegerisches Volk, Kleinkriege zwischen Wikingerstämmen waren häufig, vereinten Großangriffen gingen grundsätzlich zielgerichtete diplomatische Verhandlungen voraus. Da die Wikinger sich aus den besetzten Gebieten nur unter hohen Verlusten vertreiben ließen, wurde gelegentlich versucht, ihre Anführer durch reichhaltige Geschenke und eine Lehensvergabe in das Reich einzubinden. In der Regel mussten sich diese Wikingerführer zuvor taufen lassen, da das fränkische Reich vom fränkischen Adel als von Gott gegeben betrachtet wurde und es daher keine Throne für hochadelige Ungläubige gab.

## Die Raubzüge in das Rheinland 862 und 864
Zwischen 834 und 863 verwüsteten die Wikinger achtmal den am Lek gelegenen Handelsknotenpunkt Dorestad, der mit dem dänischen Haithabu konkurrierte. 862 ruderten Wikinger zum ersten Mal in kriegerischer Absicht den Rhein herauf und plünderten Köln. 863 eroberten die Nordmänner Utrecht und Nimwegen und errichteten in beiden Städten feste Winterlager, Dorestad wurde bei dem Feldzug restlos zerstört. 864 traten sie von dort zu einem zweiten Kriegszug in die niederrheinischen Lande an und überfielen und plünderten Xanten.

## Handel und Schifffahrt auf dem Rhein zwischen 864 und 881

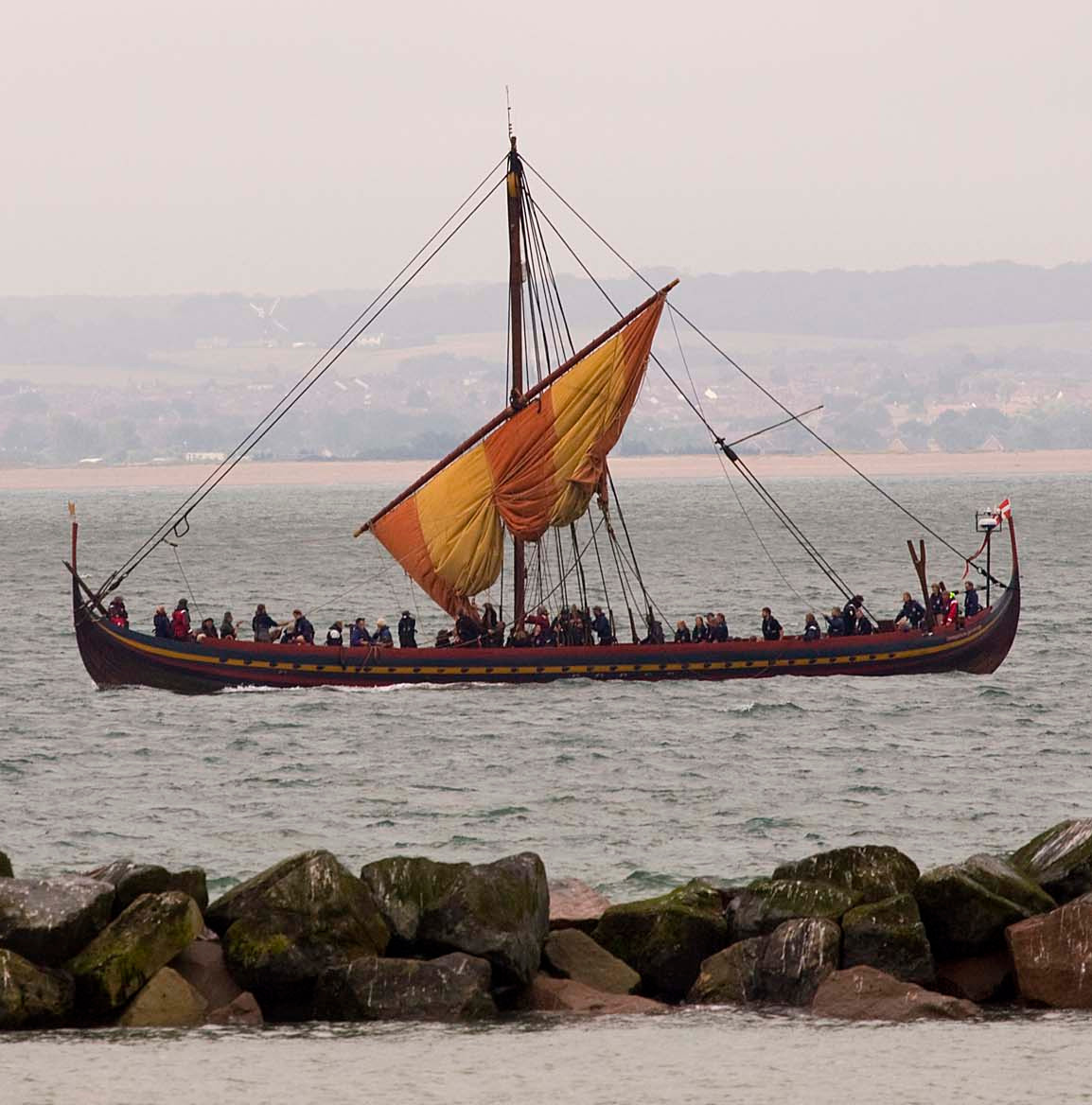
Rekonstruiertes Wikingerschiff Havhingsten fra Glendalough der Mitte des 11. Jahrhunderts

Die Franken waren keine echten Seefahrer – es gab zwar Schiffstypen (Utrechter Schiff), die bei gutem Wetter dazu geeignet waren, Küstenschifffahrt zu betreiben; da es bislang keine Wrackfunde in der Nordsee gibt, wird die Küstenschifffahrt jedoch, wenn überhaupt, nur selten betrieben worden sein. Es gab unterschiedliche Bautypen für Boote. Entweder wurden mächtige Bäume ausgehöhlt oder floßähnliche Kähne zusammengezimmert. Beide Bootstypen waren schlecht zu manövrieren und wurden zum Transport von schweren Waren wie Steinen eingesetzt. Als Steinbrüche dienten oft ruinöse Bauten der Römer in Rheinnähe, aber es gab auch Steinbrüche in den angrenzenden Mittelgebirgen. Rheinabwärts trieben diese Boote mit der Strömung, stromaufwärts wurden die Kähne von Pferden oder Ochsen gezogen (treideln genannt).
Das Hauptbaumaterial im fränkischen Reich war Holz, geschlagene Stämme wurden zusammengebunden und flussabwärts zu den Handelsmärkten geflößt, auch andere Handelswaren und Reisende wurden auf den teilweise sehr langen und breiten Flößen transportiert.
Als die Wikinger sich an den Ufern des Rheindeltas ansiedelten, hatten sie als Händler einen Wettbewerbsvorteil, denn dank ihrer herausragenden Schiffbautechnik konnten auch starke Strömungen wie die des Rheins überwunden werden, so waren sie in der Lage Güter schnell zu verschiffen. Dadurch blühte in der Zeit der Handel im Rheinland auf. Da die Wikinger zur gleichen Zeit auch in Irland, England und Russland siedelten, erweiterte sich das Handelsgut um Produkte aus den und darüber hinaus noch weit entfernteren Regionen.

## Raubzüge im Winter 881/882

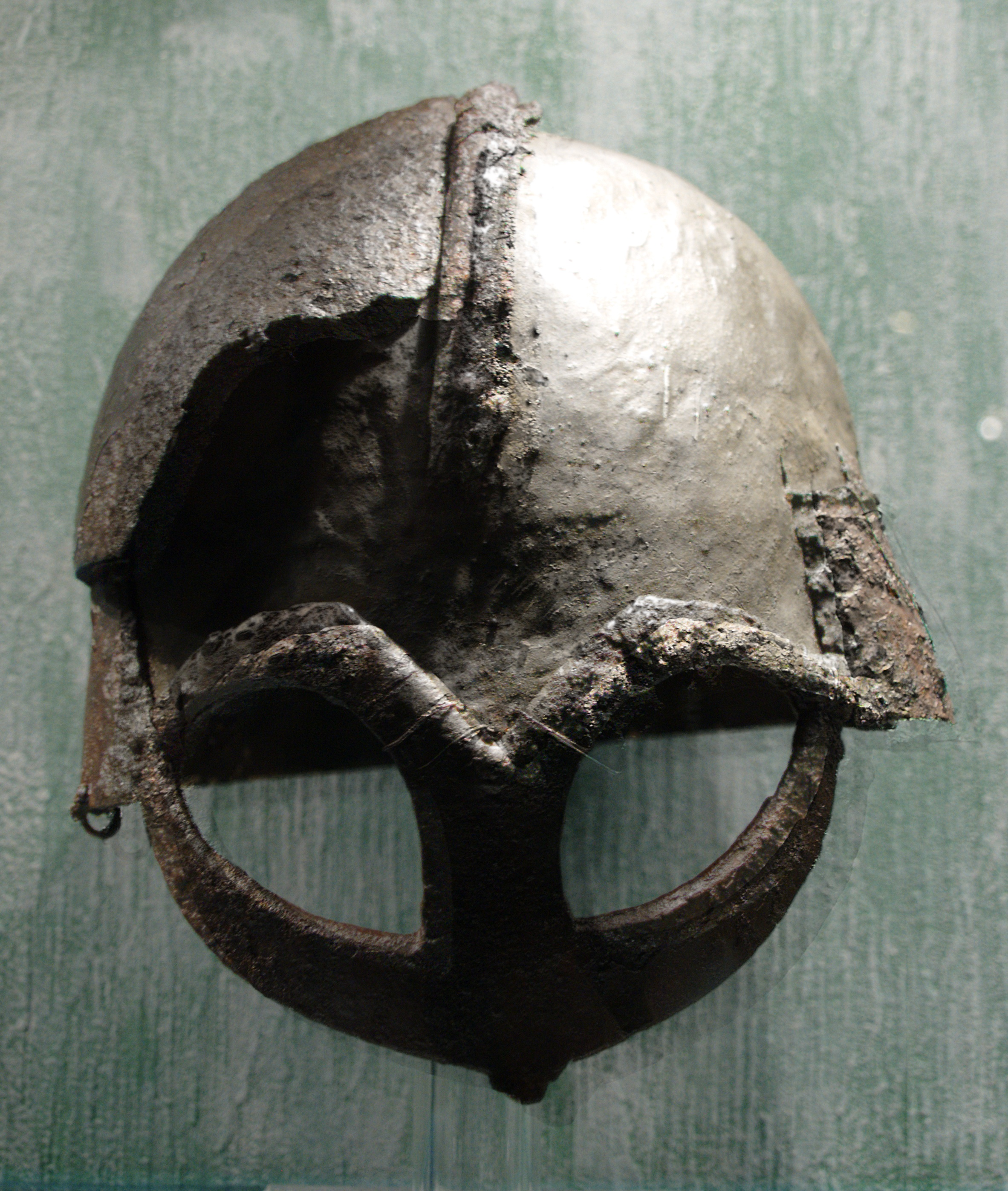
Beschädigter Wikingerhelm (verm. Hiebwaffe)

Die Lage änderte sich, als das so genannte Große Heidnische Heer 878 bei Edington im Südwesten Englands durch die Truppen König Alfreds des Großen (Regierungszeit 871–899) eine empfindliche Niederlage erlitten hatte. Die besiegten Wikinger setzten sich daraufhin nach Kontinentaleuropa ab und verlegten ihre Raubzüge in die Küstenregion des Ärmelkanals, Nordfrankreich und Flandern. Am 3. August 881 siegte auch der westfränkische König Ludwig III. mit seinem Heer über die Normannen bei Saucourt-en-Vimeu in der Picardie im heutigen Nordostfrankreich.
Die Wikinger wendeten ihre Angriffslust daraufhin ostwärts Richtung Rheinlande. Karl III. hielt sich zu dieser Zeit wegen seiner Kaiserkrönung in Italien auf, die am 12. Februar 881 in Rom erfolgte. Zur Feierlichkeit wurde er von zahlreichen Panzerreitern begleitet, und so standen viele der wehrhaftesten Krieger zur Verteidigung der Heimat im Winter 881 nicht zur Verfügung.
Trotz der Invasion des Großen Heeres 878 in Westfranken sind im ostfränkischen Rheinland anscheinend keinerlei Verteidigungsmaßnahmen ergriffen worden, denn die Mauern einzelner Städte wurden erst verstärkt, als die Wikinger fast schon vor den Toren standen. Dadurch und wegen der Kaiserkrönung Karls III. in Rom war die rheinische Bevölkerung dem Wikingerangriff nahezu schutzlos ausgeliefert und Flucht die beste Alternative, die Lebens- und Güterrettung versprach. So wurden den Wikingern oftmals ganze Ortschaften und Klöster kampflos überlassen.

### Die Überfälle im Rhein-Maasgebiet
Ende des Jahres 881 brachen Wikinger, die in Flandern überwinterten, zu einem Kriegszug in benachbarte Ländereien auf. Sie überfielen zahlreiche Ortschaften in der Umgebung der Maas und brannten die Städte Lüttich, Maastricht und Tongern bis auf die Grundmauern nieder.

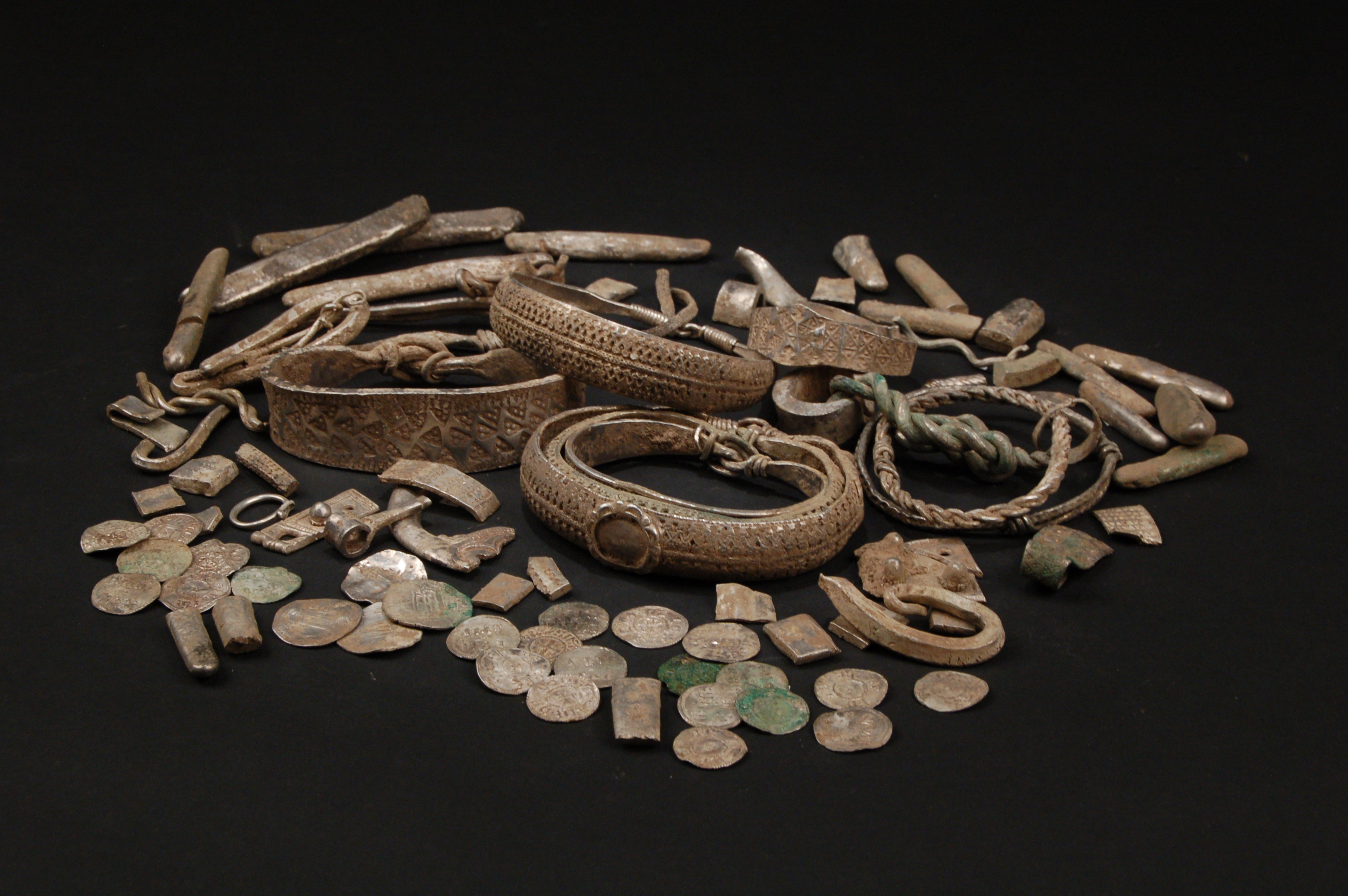
Hortfund aus der Wikingerzeit (Silverdale Hoard)

Im Dezember 881 fuhren Wikinger dieser Gruppe auf mindestens drei Schiffen unter ihrem Anführer Gottfried (bzw. Godefried) den Rhein stromaufwärts. Dabei plünderten sie Ortschaften und auch Städte oder erpressten von deren Einwohnern Geld (Brandschatzung).
Besonders getroffen wurden die Städte Köln, Bonn, Neuss, Jülich und Andernach. Köln zahlte den Wikingern bei ihrem ersten Erscheinen vor der Stadt im Januar 882 nach zähen Verhandlungen einen hohen Geldbetrag in Silber für ihren Abzug (vgl. auch Danegeld). Auf ihrer Rückreise forderte die gleiche Gruppe erneut die Zahlung eines Geldbetrages, den die ausgepressten Kölner aber nicht mehr aufbringen konnten. Die Stadt wurde daraufhin niedergebrannt.
Die vermutlich aus Dänemark stammenden Nordmänner führten auf ihren Wikingerschiffen womöglich auch Pferde mit. Jedenfalls waren sie sehr beweglich, wobei sie auf die alten Römerstraßen des linksrheinischen Rheinlandes zurückgreifen konnten. Die Wikinger wandten sich diesem Straßensystem folgend westwärts und zogen plündernd über Zülpich nach Aachen.

### Die Überfälle auf die kulturellen Zentren im Raum Aachen

Rekonstruktionszeichnung der kaiserlichen Pfalz (um 800) zu Aachen mit dem Oktogon des Domes (oben links), der Therme (unten links) und dem Palast (unten rechts)

Als sie die Kaiserstadt erstürmt hatten, funktionierten die Eroberer, vermutlich mit strategisch auf Erniedrigung ausgerichtetem Kalkül, die Aachener Marienkirche (heute Dom), die Grabstätte Karls des Großen, zu Pferdeställen um. Nach diesen Schändungen setzten sie die kaiserliche Pfalz und die Thermen in Brand. Ende Dezember 881 plünderten sie das unweit Aachens gelegene Kloster Kornelimünster sowie die Klöster Stablo und Malmedy in den Ardennen.

### Der erste Überfall auf die Abtei Prüm
Am 6. Januar 882, dem Dreikönigstag, griff eine Abteilung Wikinger, die den Angaben nach etwa 300 Krieger umfasste, die größte fränkische Abtei Prüm in der Eifel an. In der Kirche der Abtei lag Kaiser Lothar I. begraben, der hier im Jahr 855 gestorben war. An das Kloster war ein Hospital angeschlossen sowie eine bedeutende Klosterschule, in der der Nachwuchs des fränkischen Hochadels erzogen wurde. Die Abtei beherbergte zudem eine der umfangreichsten Bibliotheken des Reiches mit dazugehörigem Scriptorium. Neben Aachen war Prüm das kulturelle Zentrum des fränkischen Reiches. Das Kloster hatte umfangreiche Besitzungen, über hundert Kirchen standen unter seiner Verwaltung, der Landbesitz erstreckte sich bis weit in die Niederlande, auch die Wälder entlang der Mosel gehörten dem Kloster.
Eine Schar von Bauern aus der Umgebung stellte sich den Angreifern entgegen und wurde restlos aufgerieben. Daraufhin steckten die Wikinger alle Gebäude des Klosters in Brand. Die Abtei brannte bis auf die Grundmauern ab, da niemand mehr lebte, der das Feuer hätte bekämpfen können (Regino von Prüm, 882). Zu den größten Schätzen des Klosters gehörte eine der kostbarsten Reliquien des christlichen Abendlandes, die Sandalen Christi, die vor dem Ansturm der Wikinger rechtzeitig in Sicherheit gebracht werden konnten. Von der zuvor von Chronisten oft gelobten Handschriftensammlung konnte hingegen nur etwa ein Zehntel des Bestandes vor den anrückenden Wikingern abtransportiert werden, der gesamte Rest wurde Opfer der Flammen.

### Der Moselraubzug 882
Der ostfränkische König Ludwig III. stellte ein Heer auf und eilte den Rheinländern zur Hilfe. Am 20. Januar verstarb der König unerwartet in Frankfurt am Main, woraufhin das von ihm gegen die Wikinger angeführte Heer sich auflöste. Die Wikinger zogen daraufhin weiter rheinaufwärts. Im Laufe des Februar und März 882 gelangten sie raubend und mordend bis nach Koblenz, das sich dank der guten, noch aus der Römerzeit stammenden Wehranlagen widersetzen konnte. Die vor den Mauern befindlichen Stadtteile wurden aber verwüstet. Zeitgleich wurden in Mainz in aller Eile die verfallenen römischen Mauern wieder befestigt und die Mainzer Bürger begannen auch damit, einen Graben um die Stadt zu ziehen. Die Wikinger zogen aber von Koblenz nicht Richtung Mainz, sondern wendeten sich moselaufwärts und erreichten in der Osterwoche das Trierer Umland.

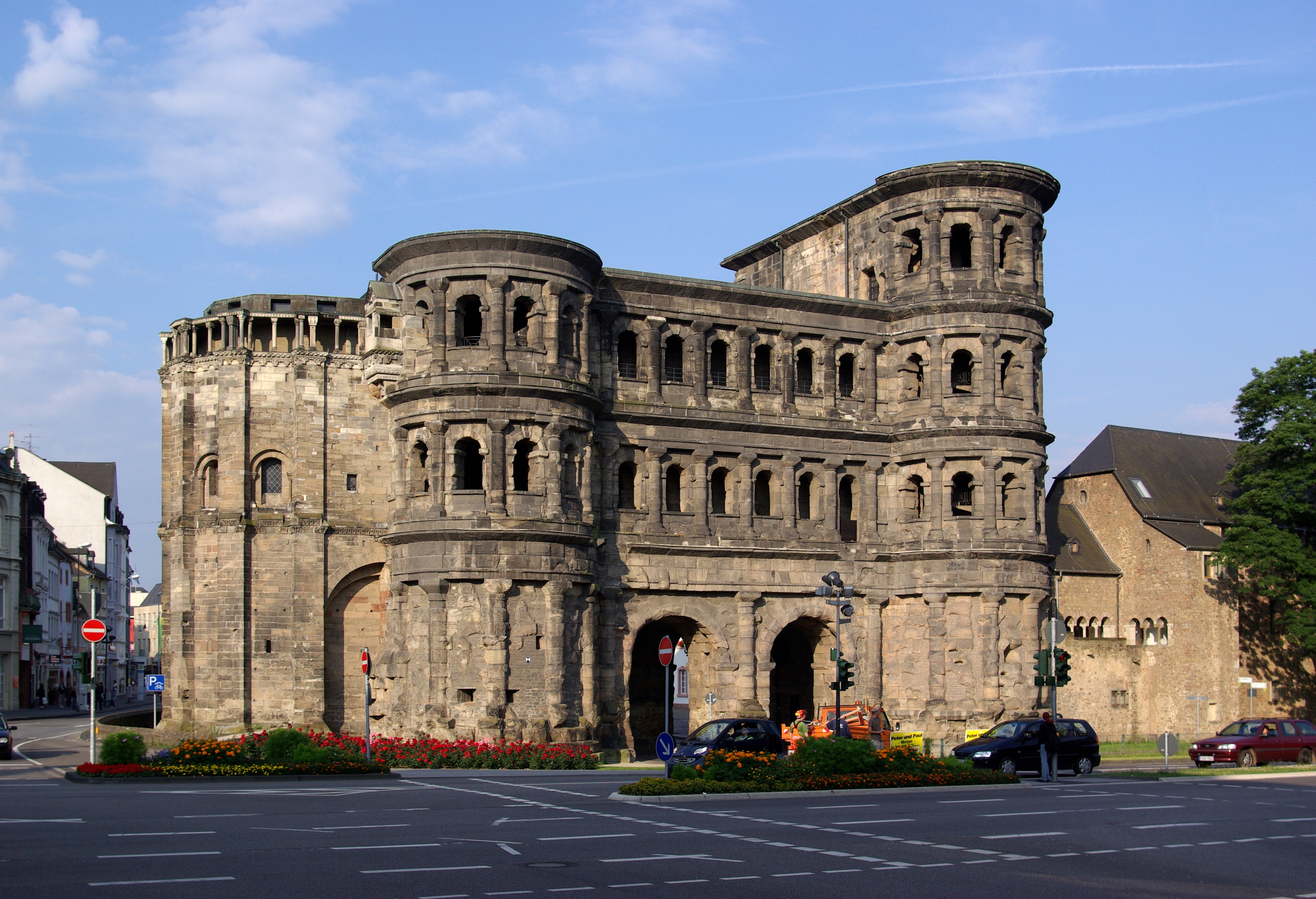
Stadttor Porta Nigra in Trier. Trotz der römischen Wehranlagen wurde Trier zweimal von den Wikingern erobert.

In der Karwoche 882 überfielen und zerstörten die nordischen Krieger die extra muros Triers gelegenen Klöster, Kirchen und Gehöfte. So wurden die nördlich der antiken Stadtmauer gelegenen Klöster St. Maximin, St. Martin und St. Symphorian zerstört, wobei letzteres später niemals wieder aufgebaut wurde. Das Kloster St. Paulin blieb dagegen verschont.
Am Gründonnerstag, dem 5. April 882, nahmen sie die Stadt selbst ein. Nach einigen Tagen der Ruhe plünderten die Wikinger Trier am Ostersonntag. Unter anderem wurde der Trierer Dom in Mitleidenschaft gezogen. Regino von Prüm berichtet von zahlreichen Opfern unter der Bevölkerung, Erzbischof Bertolf von Trier war jedoch mit wenigen Gefolgsleuten die Flucht nach Metz gelungen. Danach zog ein Teil der Wikinger mit der Beute moselabwärts in Richtung Koblenz, während der Rest in Richtung Metz zog.
Die auf Metz vorrückenden Wikinger wurden am 11. April 882 in der Schlacht bei Remich von einem Heer unter der Führung des Metzer Bischofs Wala, des Trierer Erzbischofs Bertolf und des Grafen Adalhard II. von Metz gestellt. Diese Schlacht gewannen wieder die Wikinger, neben zahlreichen Panzerreitern und Bauern fiel auch Bischof Wala auf dem Schlachtfeld. Der heftige Widerstand mit den einhergehenden eigenen Verlusten bewog die Wikinger aber zur Umkehr, und sie zogen durch die Eifel nordwärts in Richtung ihres Heereslagers.

## Waffenstillstand von Ascloha im Frühjahr 882

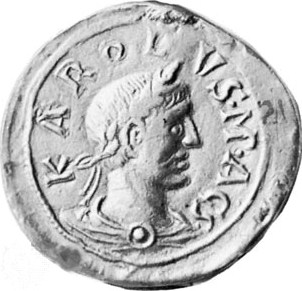
Siegel mit dem Bild Karls III.

Nach seiner Rückkehr aus Italien hielt Kaiser Karl III. im Mai 882 in Worms einen Reichstag ab und brachte dabei ein großes Heer zusammen, in dem Franken, Baiern, Schwaben, Thüringer, Sachsen, Friesen und Langobarden vertreten waren. Das Heer zog vor das befestigte Wikingerlager, das in einer Quelle Ascloha (Asselt) benannt wird (Annales Fuldenses 882). In einer anderen zeitgenössischen Quelle wird dagegen als Verhandlungsort Haslon genannt, das oft mit Elsloo an der Maas gleichgesetzt wird (Regino von Prüm, Chronica 882, namentlich erwähnt im Eintrag zum Jahr 881).
Karl III. belagerte mit seinem Heer die Wikinger aus sicherer Entfernung und nahm nach zwölf Tagen Verhandlungen mit den Belagerten auf. Das Ergebnis der Verhandlungen war ein mit Kirchengut erkaufter Abzug der Eindringlinge. Unter der Bedingung, dass der Wikingeranführer Gottfried sich taufen ließ, wurde ihm zudem Friesland (Niederlande) als Lehen übertragen. Der Friedensschluss wurde zusätzlich durch eine Hochzeit mit einer fränkischen Prinzessin besiegelt. Die Prinzessin namens Gisla (Gisela) soll eine Tochter des Königs Lothar II. gewesen sein. Die unter der Führung von Sigfrid in Ascloha zurückgebliebenen Wikinger wurden zunächst durch beträchtliche Geldzahlungen von weiteren Raubüberfällen abgehalten.

## Raubzug im Sommer 882
Schon im Sommer 882 kehrte Gottfried mit einem aus der Heimat verstärkten Heer zu einem zweiten Raubzug in das Rheinland zurück und verwüstete Köln, Bonn und Andernach. In der Umgebung von Andernach wurden zahlreiche Kirchen und Klöster geplündert und in Brand gesteckt.
Auch das an der IJssel gelegene Zutphen und der nahegelegene Handelsplatz Deventer wurden während dieses Feldzuges gebrandschatzt. Vor Mainz wurden die Wikinger von einem Heer unter Führung von Graf Heinrich von Babenberg und des Mainzer Erzbischof Liutbert (Episkopat 863–889) zurückgeschlagen,
vermutlich brandschatzten sie erst anschließend Köln.

## Raubzug im Herbst 883
Die Nachricht von Gottfrieds Erfolgen im Rheinland und der errungenen Herrschaft in Friesland lockte weitere Wikinger aus Dänemark an. Im Herbst 883 landeten sie in Friesland, ruderten mit Gottfrieds Einverständnis den Rhein hinauf und bezogen ein festes Lager bei Duisburg. Sie verwüsteten erneut zahlreiche Ortschaften, die gerade erst wieder errichtet worden waren. Die Kölner hatten zuerst ihre Mauern verstärkt und blieben deshalb diesmal verschont. Als die Wikinger vorbeizogen, waren Kölns Kirchen und Klöster aber immer noch Brandruinen.
Die Wikinger zogen sich in dem Jahr vom Mittelrhein zurück und siedelten sich dauerhaft am Niederrhein an. Sie besetzten Xanten sowie Duisburg und unternahmen von dort aus kleinere Raubzüge in die Umgebung, betroffen war vor allem die Xantener Umgebung und das Ruhrgebiet.

## Fränkischer Feldzug gegen die Wikinger 884
884 gelang einem Truppenverband unter der Führung des Grafen Heinrich von Babenberg die Rückeroberung Duisburgs, aus den restlichen niederrheinischen Gebieten zogen sich die Wikinger gegen Zahlungen zurück.

## Die Verschwörung Hugos mit den Wikingern im Jahr 885

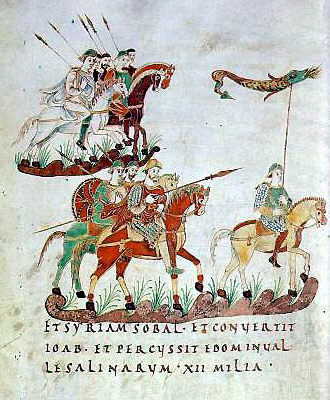
Fränkische Panzerreiter mit Drachenstandarte, abgebildet im Goldenen Psalter von St. Gallen, 9. Jahrhundert

Zu Anfang des Jahres 885 entschloss sich Hugo, der einzige Sohn König Lothars II. von Lotharingien aus dessen kirchlich nicht anerkannter zweiter Ehe mit Waldrada, das Reich seines Vaters mit Hilfe seines Schwagers Gottfried wiederzugewinnen. Heimlich forderte er Gottfried auf, sein Heer mit weiteren Wikingern aus Dänemark zu verstärken, und versprach ihm im Falle des Sieges die Hälfte des gewonnenen Landes. Gottfried wartete jedoch nicht ab und schickte, während zahlreiche Wikinger an der Rheinmündung zusammenströmten, die friesischen Grafen Gerulf und Gardulf als Gesandte zu Kaiser Karl III. Er forderte als Entlohnung für seine Treue und den Schutz der Grenzen Koblenz, Andernach und Sinzig sowie weitere Krongüter mit Weinanbau am Mittelrhein.
Karl III. erfuhr von den Plänen der Verschwörer, möglicherweise durch den Grafen Gerulf. Auf den Rat Heinrich von Babenbergs entschloss er sich, die Wikinger in einen Hinterhalt zu locken, und schickte die Gesandten mit der Nachricht zurück, er werde selbst einen Boten mit einer angemessenen Antwort auf Gottfrieds Forderungen nach Friesland entsenden.
Heinrich von Babenberg ließ zunächst seine Gefolgsleute heimlich und in kleinen Gruppen durch Sachsen an den von ihm bestimmten Treffpunkt in Friesland ziehen. Er selbst reiste nach Köln zu Erzbischof Willibert, der ihn auf seiner Reise rheinabwärts begleitete. Im Laufe des Mai 885 kamen sie in der Betuwe, einer von den beiden Armen des Rheins umflossenen Landschaft in Friesland, an. Gottfried zog den Franken entgegen und sie trafen in Herwen zusammen.
Während der Verhandlungen veranlasste Heinrich den Erzbischof, Gottfrieds Ehefrau Gisela unter einem Vorwand in das Lager der Franken zu rufen, um sie so der drohenden Rache der Wikinger zu entziehen. Heinrich selbst verhandelte inzwischen in der Sache des sächsischen Grafen Eberhard, dessen Besitzungen von Gottfried geplündert worden waren. Als es zu einem Streit kam, wurde Gottfried von Eberhard niedergestoßen und von Heinrichs Gefolge ermordet. Anschließend wurden alle anderen Wikinger, die sich in der Betuwe befanden, darunter auch ihr Anführer Sigfried, getötet. Wenige Tage später wurde auch Hugo nach Gondreville gelockt, dort gefangen genommen, geblendet und in die Abtei Prüm gebracht, wo er sein restliches Leben verbrachte.
Heinrich von Babenberg geriet während der Belagerung von Paris im Jahr 886 bei einem Ausritt in der Nähe der Stadt in eine von Wikingern gestellte Fallgrube und wurde dort von seinen Feinden erschlagen.
Nach Gottfrieds und Sigfrieds Tod blieben die Rheinlande für einige Jahre von Einfällen der Wikinger verschont.

## Raubzug im Frühjahr 892

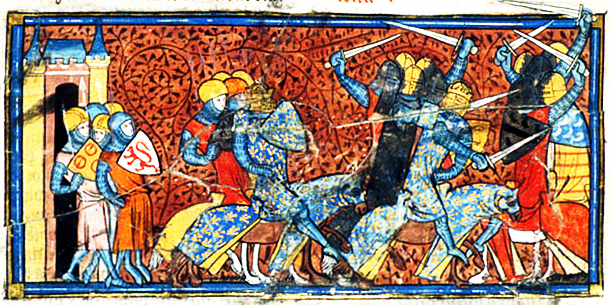
Schlacht zwischen fränkischen und normannischen „Rittern“ in einer Darstellung des 14. Jahrhunderts

Im Jahr 891 erlitten die Wikinger gegen den Ostfrankenkönig und späteren Kaiser Arnulf von Kärnten bei Löwen in Belgien eine empfindliche Niederlage und die Besiegten mussten sich aus Brabant komplett zurückziehen. Als sich die versprengten Wikinger südlich der Maas wieder gesammelt hatten, unternahmen sie 892 einen Feldzug ins Moseltal.
Im Februar 892 erreichten sie Trier und plünderten die alte Römerstadt erneut. Anschließend zogen sie flussabwärts und dann den Rhein hinab bis nach Bonn. Bei Lannesdorf trat ihnen ein zahlenmäßig überlegenes Aufgebot der örtlichen Bevölkerung entgegen. Durch die verheerende Niederlage bei Löwen war die Kampfmoral der Wikinger angesichts einer Übermacht nicht ausgeprägt, so scheuten sie den Kampf und zogen im Eilmarsch westwärts durch die Eifel bis zum Kloster Prüm. Wie zehn Jahre zuvor verwüsteten sie Kloster und Ortschaft, töteten und verschleppten zahlreiche Einwohner, nur der Abt des Klosters und einige Mönche konnten fliehen (aus der Chronik des Regino von Prüm, ad a. 892).
Die Kampfkraft der Wikinger war aber nach der Schlacht von Löwen dauerhaft geschwächt. Sie zogen sich in dänisch besetzte Gebiete in Britannien (Danelag) zurück und unternahmen von dort nur noch gelegentliche Raubzüge, die aber ausschließlich die europäischen Küsten betrafen – in das Kernland des Frankenreiches drangen sie nicht mehr vor.

## Details zu den Raubzügen der Wikinger in den Rheinlanden

### Kleidung, Bewaffnung und Kampfweise der Wikinger

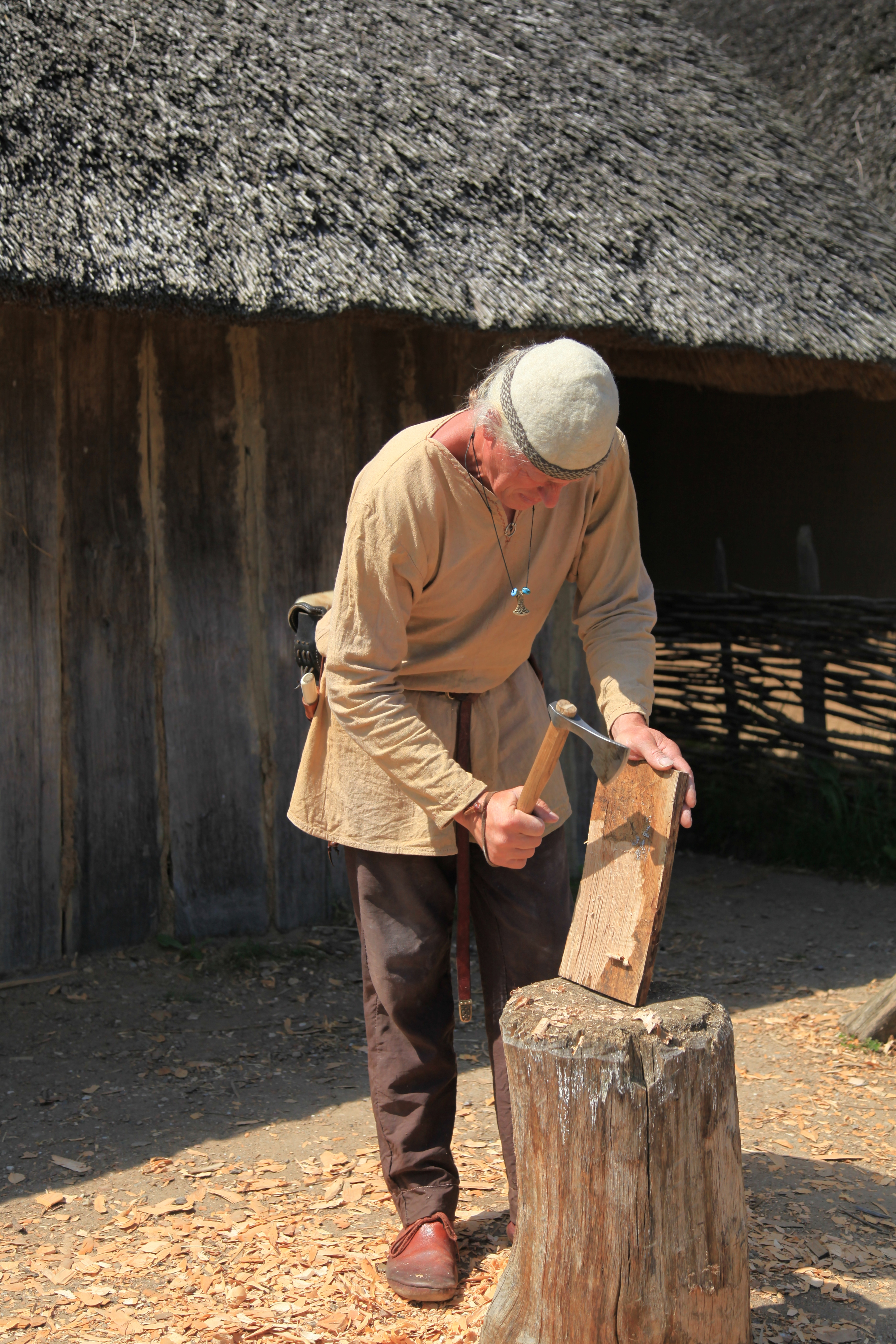
Nachgestellte Szenerie in einem Freilichtmuseum in Haithabu

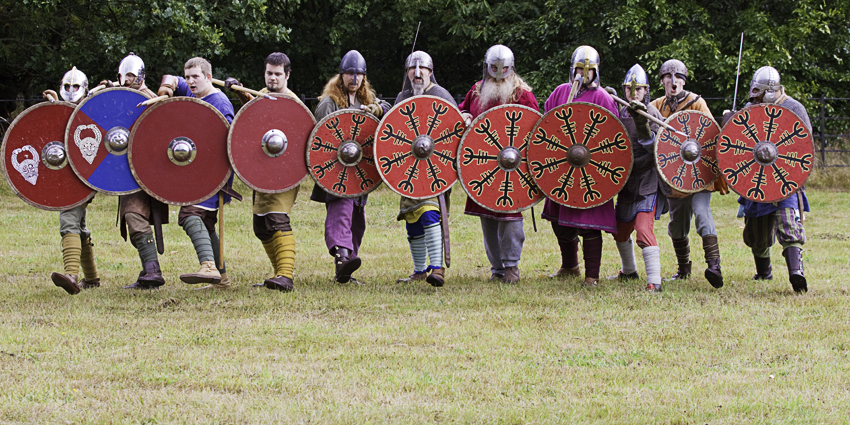
Bunt gekleidete Mitglieder eines Wikingervereins zeigen ihre Rundschilde

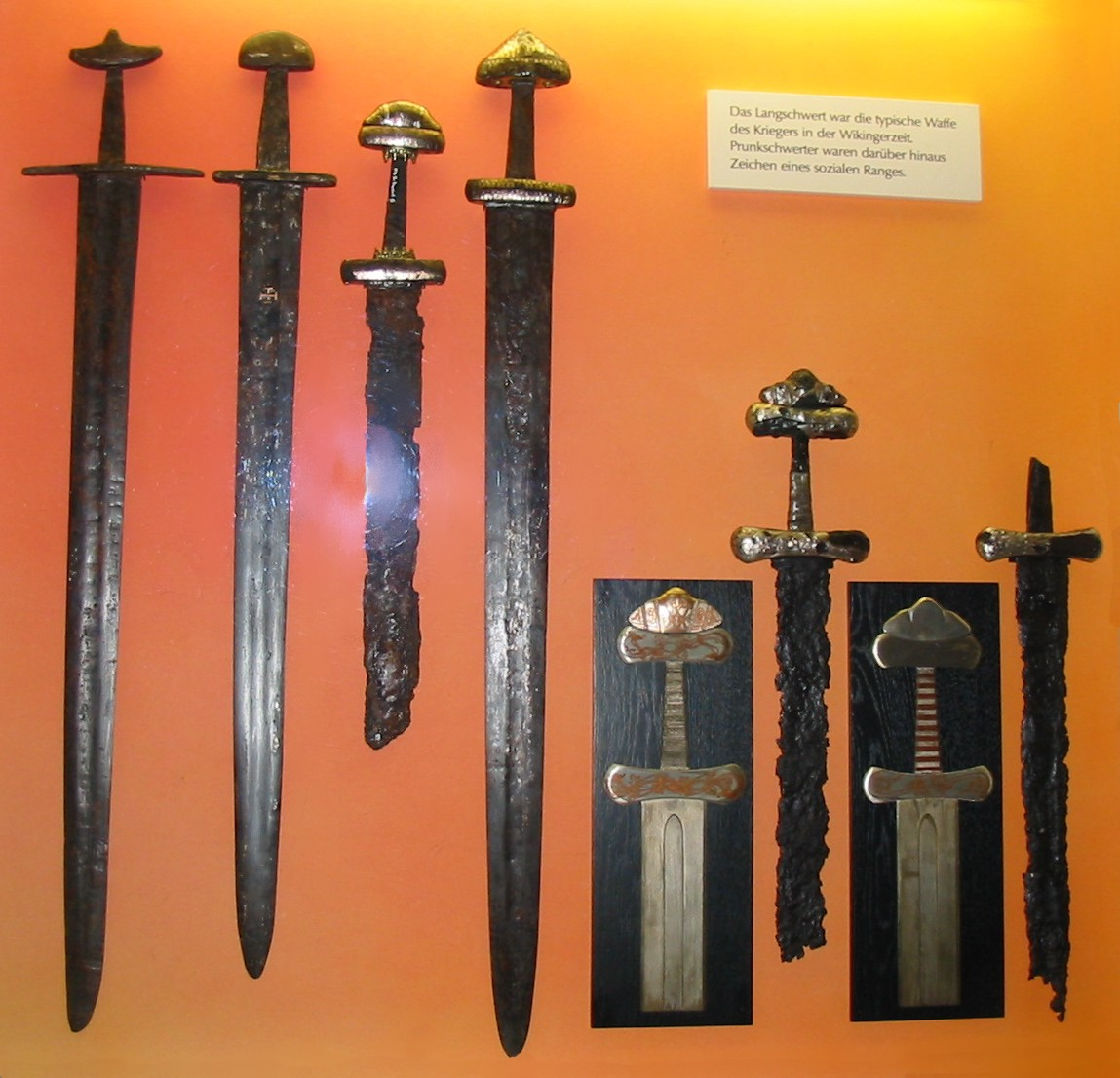
Schwerter der Wikinger, zumeist fränkische Klingen und nordische Griffe

Die Wikinger hatten eine Vorliebe für bunte Kleidung. Die Stoffe hierfür erwarben sie hauptsächlich während ihrer Raubzüge. Aber auch als Handelsware kamen diese Stoffe in ihre nordische Heimat. Männer trugen eine gegürtete Tunika, darunter eine Wollhose. Gegen Wind und Wetter schützten ein Umhängemantel und eine Kappe. Wohlhabende Wikinger besäumten ihre Kleidung mit bunten Borten oder auch Pelzen. Die Frauen trugen lange Kleider, je nach Stand mehr oder weniger reichhaltig mit Schmuckstücken besetzt. Silberschmuck wurde bevorzugt.
Die Lebenserwartung der Wikingerkrieger war nicht sehr hoch, schwere Verwundungen verliefen in der Regel durch Infektionen tödlich. Der überwiegende Teil der Krieger wird zwischen 20 und 30 Jahre alt gewesen sein, aber auch Jugendliche beteiligten sich an den Raubzügen. Wikingerfrauen griffen nur zu den Waffen, wenn ihre Siedlungen angegriffen wurden.
Eisen war ein rares und teures Gut, daher verwendeten es die Wikinger bei der Herstellung ihrer Waffen sparsam und effektiv. Die meisten Wikinger kämpften aus diesem Grund mit Äxten oder Streitäxten. Die Axt war auch ein täglich genutztes Werkzeug und wurde daher fast ständig griffbereit am Gürtel getragen. Als Fernwaffen setzten die Wikinger meistens Pfeile und auch Speere ein. Seltener wurden Steinschleudern oder Wurfsteine im Fernkampf benutzt, letztere zuvorderst bei Kämpfen auf hoher See, zur Abwehr oder bei der Eroberung anderer Schiffe.
Schwerter waren beliebt aber selten und meistens nur in den Händen sehr reicher Wikinger. Als Rüstung dienten bunt bemalte Rundschilde und Helme, aber auch wattierte Rüstungen und Lederrüstungen wurden getragen. Bogenschützen trugen wegen der notwendigen Beweglichkeit gar keine Rüstungen und wurden, wenn sie in den Nahkampf gerieten, sehr schnell tödlich verwundet. In der Regel wurde in der Wikingerzeit ohne echte Schlachtordnung gekämpft, das heißt trafen Kampfbereite aufeinander, stürmten die Krieger planlos in die gegnerischen Reihen und fochten dann die Schlacht im Kampf Mann gegen Mann aus.
Kettenhemden oder Schuppenpanzer waren begehrte, sehr kostenintensive Handelsware. Nur wohlhabende Wikinger konnten sich diese leisten. Schwere Rüstungen und Schwerter waren daher erstrebenswertes Beutegut und das Fußvolk scheute sich deshalb nicht, fränkische Panzerreiter anzugreifen. Die Wikinger kämpften, anders als die Franken, zu Zeiten der rheinischen Feldzüge nicht von Pferden aus, sie nutzen diese nur zum Anritt und kämpften dann als Infanteristen. Meistens griffen die Wikinger auf ihren Raubzügen in kleineren Verbänden von maximal einigen hundert Kriegern an, es wird angenommen, da sich die Krieger von Raubgut ernährt haben, dass der Umfang des erwarteten Beutegutes die Truppengröße bestimmt hat.
Häufig erreichten die Wikinger die Örtlichkeiten, die sie überfallen wollten, auf Schiffen. Die Schiffe konnten dann auch als Fluchtmöglichkeit fungieren, falls sich Gegner als überlegen erwiesen. Diese Art der Kriegsführung war bis zur Wikingerzeit in Nordeuropa unbekannt, so waren die Hafenstädte in der Regel nur zur Landseite hin befestigt und die ersten Überfälle kamen für die Bevölkerung dieser Städte überraschend. Erst nachfolgend wurden auch die Häfen befestigt.
Viele der gefundenen Wikingerschwerter haben fränkische Klingen und nordische Griffe; ob sie erhandelt oder erbeutet worden sind, ist ungeklärt. Aber nicht nur die Franken konnten Langschwerter schmieden, es gibt auch von Wikingern gefertigte Schwerter. Hochwertigste Qualitätsschwerter sind mit dem Wort Ulfberht gezeichnet, es wird angenommen, dass es sich um den Namen eines Schmiedes oder einer Schmiede handelt, aber auch eine magische Bedeutung kann nicht ausgeschlossen werden. 40 so gezeichnete Schwerter wurden mittlerweile ausgegraben, die südlichsten Funde gab es auf dem Balkan.

### Preisverhältnis von Waffen und Rüstung zu anderen Handelsgütern

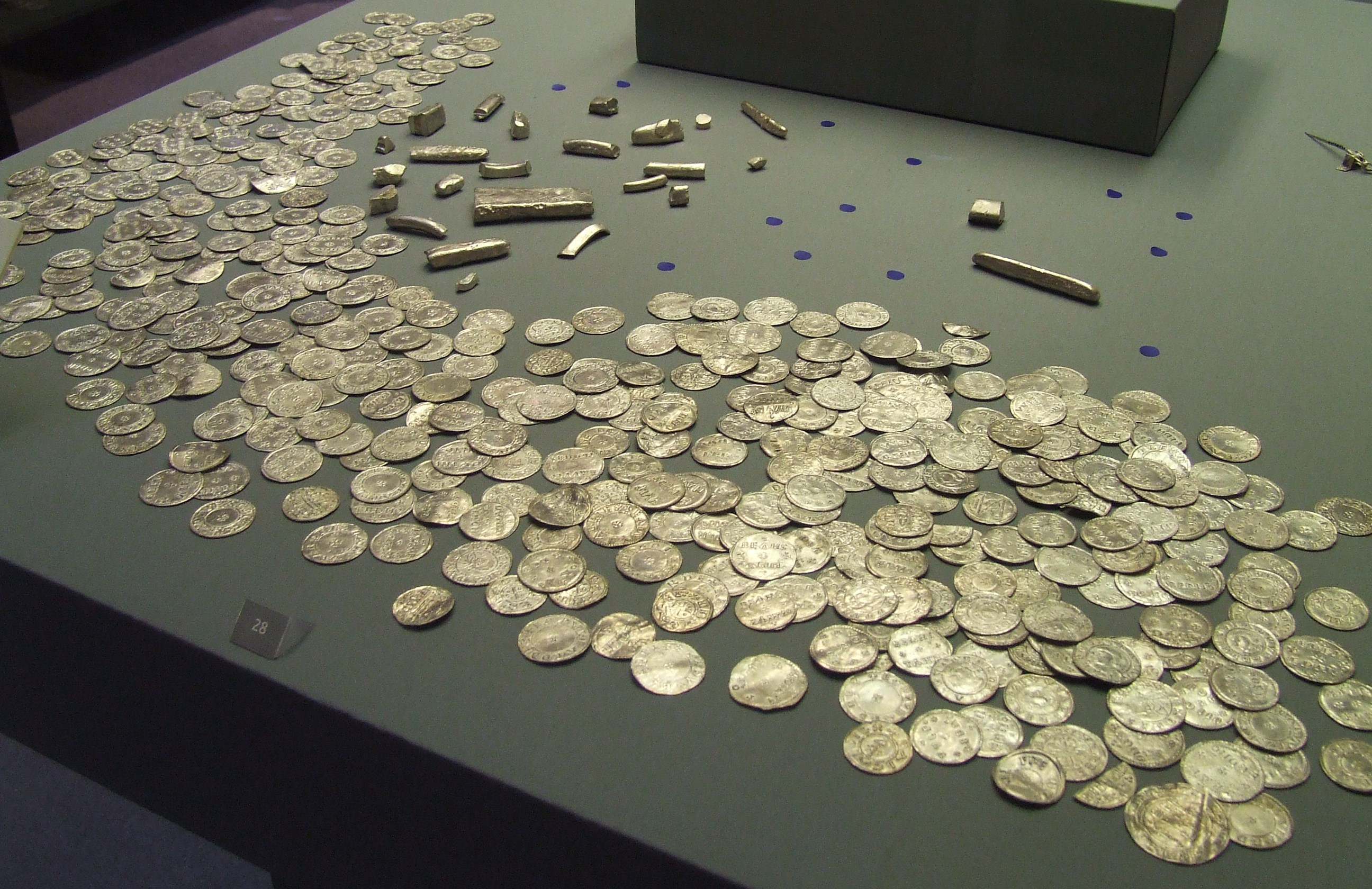
Wikingerschatz von Harrogate. Yorker Münzen wurden auch in Zutphen gefunden und auf das Jahr 882 datiert.

- Ein Messer besaß den Gegenwert von 3 Gramm Silber, dafür hätte man 30 Hühner erstehen können.
- Ein Kurzschwert oder Steigbügel wurden mit 126 Gramm Silber abgewogen, ein Preis, der für 42 kg Korn erzielt werden konnte.
- Ein Schild und eine Lanze konnten für 137 Gramm Silber erworben werden, was dem Gegenwert von einer Kuh entsprach.
- Einen Helm bekam man für 410 Gramm Silber, gleichen Wert hatten drei Ochsen.
- Ein Langschwert mit Scheide kostete 478 Gramm Silber, worum man in Nord- und Westeuropa auch ein Pferd kaufen konnte.
- Das begehrte Kettenhemd kostete 820 Gramm Silber, was dem Gegenwert von einer Sklavin und zwei Sklaven oder 28 Schweinen entsprach.[27]

## Zeitliche Übersicht
Die folgende Übersicht zeigt in zeitlicher Reihenfolge einige Raubzüge im historischen Kontext. Ereignisse, die das Rheinland betreffen, sind durch Fettschrift kenntlich gemacht:
| Zeit    | Region, Land                                          | Anmerkungen |
| ------- | ----------------------------------------------------- | --- |
| 793     | Lindisfarne, England                                  | Überfall auf ein Kloster |
| 795     | Dublin, Irland                                        | Beginn der Überfälle auf die Stadt                                                                                             |
| 800     | Rom, Italien                                          | Karl der Große wird zum Kaiser gekrönt                                                                                         |
| 814     | Aachen, Deutschland                                   | † Karl der Große, Grablegung im Aachener Dom                                                                                   |
| 820     | Flandern, Niederlande                                 | Überfälle auf die Region |
| 820     | Seinemündung, Frankreich                              | Überfälle auf die Region |
| 834     | Kontinentaleuropa                                     | Beginn der jährlichen Überfälle                                                                                                |
| 834     | Dorestad, Niederlande                                 | Erster von insgesamt acht Überfällen                                                                                           |
| 835     | England                                               | Beginn der jährlichen Überfälle                                                                                                |
| 837     | Domburg, Niederlande                                  | Plünderung |
| 842     | Quentovic, Frankreich                                 | Plünderung |
| 843     | Nantes, Frankreich                                    | Plünderung durch die Loire-Normannen                                                                                           |
| 843     | Verdun, Frankreich                                    | Vertrag von Verdun, Teilung des Reiches unter den drei Enkeln Karls des Großen                                                 |
| 844     | Sevilla, Spanien                                      | Plünderung |
| 844     | Gijón, Spanien; Garonnetal, Frankreich                | Plünderung |
| 845     | Paris, Frankreich                                     | Beginn der Überfalle auf die Stadt, Paris zahlt erstes Danegeld (7000 Pfund Silber)                                            |
| 845     | Hamburg, Deutschland                                  | Angriff auf Stadt und Umland                                                                                                   |
| 855     | Abtei Prüm, Deutschland                               | † König Lothar I., Grablegung in der Abteikirche                                                                               |
| 857     | Utrecht, Niederlande                                  | Plünderung |
| 857     | Paris, Frankreich                                     | Plünderung |
| 859–862 | Städte im Mittelmeerraum                              | Betroffen vor allem Spanien |
| 860     | Konstantinopel, Türkei                                | Plünderung |
| 860     | Island                                                | Norwegische Seefahrer entdecken Island und besiedeln die Insel                                                                 |
| 861     | Paris, Frankreich                                     | Plünderung |
| 862     | Köln, Deutschland                                     | Plünderung |
| 863     | Dorestad, Utrecht, Nimwegen                           | Letzter von acht Überfällen auf Dorestad, vollständige Zerstörung der Stadt, Errichtung fester Heereslager in den Niederlanden |
| 864     | Xanten, Deutschland                                   | Plünderung |
| 865–873 | Das Große Heer erobert England                        | Einrichtung fester Standorte (Danelag)                                                                                         |
| 865     | England                                               | Erstmalige Zahlung von Danegeld in England                                                                                     |
| 866     | York, England                                         | Plünderung |
| 878 ⚔   | Edington, England                                     | Schlacht, das Große Heidnische Heer wird von einem Heer unter Alfred dem Großen besiegt                                        |
| 878–892 | Das Große Heer verwüstet Teile des Frankenreichs      | Einrichtung fester Standorte in den Niederlanden und Belgien                                                                   |
| 880     | Schlacht                                              | Ein Wikingerheer vernichtet ein sächsisches Aufgebot unter Brun                                                                |
| 881 ⚔   | Sommer: Saucourt-en-Vimeu, Frankreich                 | Schlacht, das Heer Lothars III. schlägt die Wikinger                                                                           |
| 881     | Winter: Maastricht, Lüttich, Tongern u. a.            | Plünderung in den Niederlanden und Belgien                                                                                     |
| 881     | Winter: Zülpich, Jülich, Neuss, Aachen u. a.          | Plünderung in Deutschland |
| 882     | Russland                                              | Das nördliche und das südliche Warägerreich (Nowgorod und Kiew) werden vereinigt zum Kiewer Reich                              |
| 882 ⚔   | Prüm, Bonn, Andernach, Trier, Köln, Deventer, Zutphen | Plünderung in Deutschland und den Niederlanden, Schlacht bei Remich                                                            |
| 883     | Duisburg, Xanten                                      | Eroberungen und Einrichtung fester Heerlager in Deutschland                                                                    |
| 884     | Duisburg, Xanten                                      | Heinrich von Babenberg erobert mit fränkischen Kriegern den Niederrhein zurück                                                 |
| 884     | Schlacht                                              | Ein friesisches Aufgebot vernichtet ein Wikingerheer                                                                           |
| 885     | Erneuter Einfall in das Rheinland                     | Die Wikinger werden in einen Hinterhalt gelockt, ihre Anführer Gottfried und Sigfrid erschlagen                                |
| 886     | Paris, Frankreich                                     | Während der Belagerung von Paris gerät Heinrich von Babenberg in eine Grubenfalle und wird von Wikingern erschlagen            |
| 891 ⚔   | Löwen, Belgien                                        | Schlacht, der spätere Kaiser Arnulf von Kärnten schlägt die Wikinger verheerend                                                |
| 892     | Trier, Prüm                                           | Letzter Feldzug in das Rheinland, Verwüstungen und Plünderungen                                                                |
| 892     | Kontinentaleuropa                                     | Rückzug der Wikinger nach England und Dänemark                                                                                 |
| 911     | Normandie                                             | Der Wikingerkönig Rollo erhält vom westfränkischen König die Normandie zum Lehen                                               |
| 917     | Dublin, Irland                                        | Plünderung |
| 985–986 | Grönland                                              | Erik der Rote beginnt mit der Landnahme nicht vereister Landstriche                                                            |
| um 1000 | Amerika                                               | Leif Eriksson entdeckt und besiedelt Neufundland                                                                               |
| 1013    | England                                               | Der dänische König Sven erobert England                                                                                        |
| 1061–91 | Sizilien                                              | Normannische Krieger erobern Sizilien                                                                                          |
| 1066 ⚔  | England                                               | Harald III. (Norwegen) fällt in der Schlacht von Stamford Bridge (Ende der Wikingerzeit)                                       |